# Serge Huo-Chao-Si
Pour les articles homonymes, voir Huo et Chao.
Serge Huo-Chao-Si, né le 3 novembre 1968 à Saint-Denis à La Réunion, est un artiste contemporain et dessinateur de bande dessinée. Il fait partie des membres fondateurs de la revue Le Cri du Margouillat, dont il a été l'un des auteurs les plus actifs. Outre la bande dessinée, il s'intéresse à l'art contemporain - peinture, dessin, photographie - et plusieurs expositions à La Réunion et en France métropolitaine lui ont été consacrées.

## Biographie
Il a fait ses études à Saint-Denis de la Réunion et à Lille, et enseigne le génie mécanique dans un lycée de son île natale.
En tant que dessinateur, il collabore sur plusieurs projets avec le scénariste Appollo. Ils reçoivent le grand prix de la critique de l'ACBD en 2004 pour La Grippe coloniale.

## Œuvres

### Illustrations
- Votez Ubu colonial, textes d'Emmanuel Genvrin, Grand Océan, 1994 –  (ISBN 2-9507688-8-1).

### Bande dessinée
avec le scénariste Appollo
- Cases en tôle, éd. Centre du Monde, 1999 –  (ISBN 2912013062).
- Dans les Hauts (collectif), Centre du Monde, 2001 –  (ISBN 2-912013-11-9).
- La Grippe coloniale, Vents d'Ouest, 2003 –  (ISBN 2749300967). 
  - Tome 1 : Le retour d'Ulysse (2003)  (ISBN 2-7493-0096-7)[3]
  - Tome 2, Cyclone la peste (2012)  (ISBN 978-2-919069-13-2), dessins Serge Huo-Chao-Si, couleurs Téhem. La Grippe coloniale, dont l'histoire se déroule pendant l'année 1919, raconte comment les conscrits réunionnais de la guerre de 14-18 sont rentrés au pays atteints de la tristement célèbre grippe espagnole. L'histoire suit particulièrement quatre amis : Grondin et Évariste, deux créoles blancs, Camille de Villiers, un aristocrate créole, et Voltaire, un Cafre qui a fait la guerre en tant que tirailleur sénégalais, à cause de sa couleur de peau. Le premier tome, Le retour d'Ulysse (2003) a reçu le Grand Prix de la Critique (ACBD) au Festival International de la BD d'Angoulême en 2004. Le second tome, Cyclone la peste a été salué du Prix du meilleur album en langue étrangère au Festival International de la BD d'Alger en 2012[4].
- La Guerre d'Izidine, Académie de la Réunion/Union européenne, collection "Floraisons", 2006.
- Le Jour où la France a disparu, 2022, Centre du Monde

## Prix
- 2004 :  Grand prix de la critique de l'ACBD pour La Grippe coloniale t. 1 (avec Appollo et Téhem)[5]
- 2012 : Prix du meilleur album en langue étrangère au Festival International de la BD d'Alger, pour La Grippe coloniale t.2 (avec Appollo)[4].